# 1000-km-Rennen auf dem Nürburgring 1986

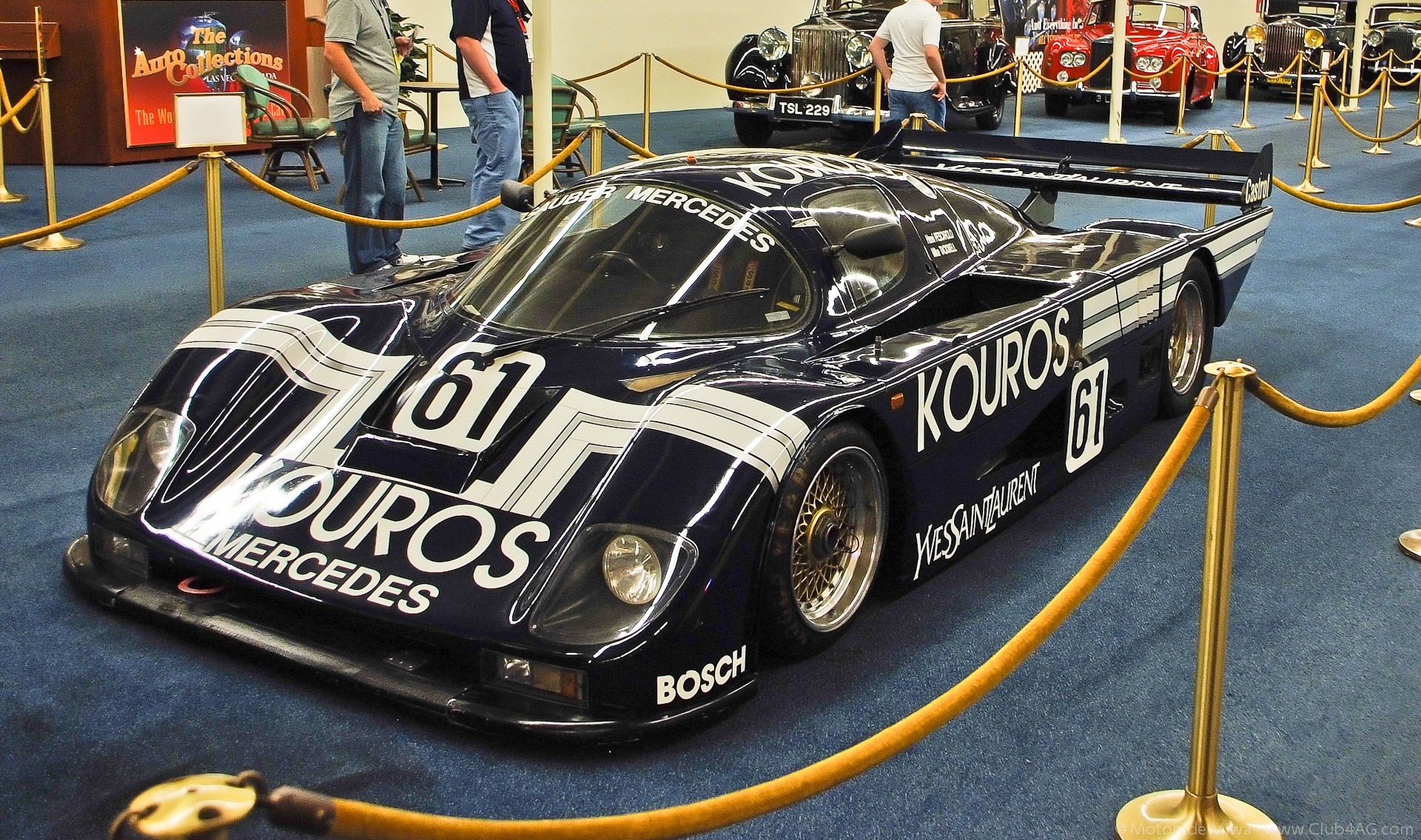
Sauber C8, Siegerwagen von Henri Pescarolo und Mike Thackwell

Das 31.  1000-km-Rennen auf dem Nürburgring, auch ADAC Kouros 1000 km Nürburgring, fand am 24. August 1986 auf dem Nürburgring statt und war der siebte Wertungslauf der Sportwagen-Weltmeisterschaft dieses Jahres.

## Das Rennen
1986 kehrte das vom ADAC organisierte deutsche Weltmeisterschafts-Langstreckenrennen nach einem Jahr Unterbruch auf den Nürburgring zurück. 1985 fand der Meisterschaftslauf auf dem Hockenheimring statt. Schlechte äußere Bedingungen prägten 1986 den Rennverlauf. Es regnete dauerhaft und einige Streckenteile lagen im dichten Nebel. Mit rennentscheidend war die Kollision der beiden Werks-Porsche 962C von Hans-Joachim Stuck und Jochen Mass. 
Der Unfall von Fritz Glatz, der mit seinem Argo JM19 eine Barriere streifte und danach mit dem Tiga GC286 von David Andrews kollidierte, löste in der Anfgangsphase eine Kettenreaktion aus. Die Rennleitung schickte das Safety-Car auf die Strecke und ließ die Streckenposten weiße Flaggen (Achtung langsames Fahrzeug auf der Strecke) schwenken. Außerdem blinkten die gelben Warnlichter der elektronischen Lichtanlage. Während sich hinter dem Saftey-Car rasch eine kleine Gruppe an Fahrzeugen staute, fuhren viele Fahrer im dichten Nebel, vermischt mit starkem Regen, mit unvermindertem Tempo weiter, weil sie die Signale nicht sehen konnten. Die Folge waren mehrere Auffahrunfälle. Dazu James Weaver, der einen Kremer-Porsche 962C fuhr: „Ich sah bei Start und Ziel weder Flaggen noch Lampen und habe bis in den vierten Gang beschleunigt. Ich schoss erst an einem, dann an einem weiteren langsam rollenden Konkurrenten vorbei, ehe ich merkte, dass da etwas faul war. Ich trat auf die Bremse und stand auch schon im Stau.“ Mauro Baldi im Porsche 956 GTi konnte nicht mehr rechtzeitig anhalten und prallte in das Heck des Weaver-Porsche (der 956 GTi war kaum beschädigt und konnte das Rennen später fortsetzen). Dahinter rammte Stuck, der im fünften Gang ankam, mit voller Wucht seinen Teamkollegen Mass. Beide Porsches erlitten dabei erhebliche Beschädigungen. Wegbrechende Trümmerteile trafen den Brun-Porsche 956 von Frank Jelinski. Nach diesen Karambolagen wurde das Rennen für zwei Stunden unterbrochen. 
Neben Brun und Kremer zog auch Joest Racing die Einsatzwagen aus Protest zurück, da ihrer Meinung die Rennleitung eine Mitschuld an den Unfällen trug. Nach der Wiederaufnahme führte Derek Warwick im Jaguar XJR-6, der nach 92 Runden mit einer defekten Ölpumpe aufgeben musste. Der Schweizer Sauber-Rennmannschaft, die sich akribisch auf das Rennen vorbereitet hatte, gelang mit dem C8 ein Überraschungssieg. Mike Thackwell und Henri Pescarolo profitierten dabei auch von den Goodyear-Regenreifen. Beim endgültigen Rennabbruch nach 121 Runden hatte das Duo einen Vorsprung von zwei Runden auf den Porsche von Mauro Baldi und Klaus Niedzwiedz. Es war der erste Gesamtsieg von Sauber in der Sportwagen-Weltmeisterschaft und der erste Erfolg für ein Fahrzeug mit Mercedes-Motor seit der Targa Florio 1955, die Stirling Moss und Peter Collins im Mercedes-Benz 300 SLR gewannen.

## Ergebnisse

### Schlussklassement
| 1               | C1  | 61  | Kouros Racing Team                      | Mike Thackwell Henri Pescarolo                       | Sauber C8       | 121 |
| 2               | C1  | 14  | Liqui Moly                              | Mauro Baldi Klaus Niedzwiedz                         | Porsche 956 GTi | 119 |
| 3               | C1  | 33  | John Fitzpatrick Racing                 | Emilio de Villota Fermín Vélez                       | Porsche 956B    | 119 |
| 4               | C1  | 9   | Obermaier Racing                        | Jürgen Lässig Fulvio Ballabio Harald Grohs           | Porsche 956     | 115 |
| 5               | C2  | 79  | Ecurie Ecosse                           | Ray Mallock Marc Duez                                | Ecosse C286     | 115 |
| 6               | C2  | 74  | Gebhardt Motorsport                     | Ernst Franzmaier Walter Lechner                      | Gebhardt JC853  | 112 |
| 7               | C2  | 70  | Spice Engineering                       | Ray Bellm Gordon Spice                               | Spice SE86C     | 110 |
| 8               | C2  | 75  | ADA Engineering                         | Evan Clements Ian Harrower                           | Gebhardt JC843  | 107 |
| 9               | C2  | 90  | Jens Winther Denmark                    | Jens Winther Angelo Pallavicini                      | URD C83         | 107 |
| 10              | C1  | 66  | Cosmic Racing                           | Volker Weidler Costas Los                            | March 84G       | 106 |
| 11              | C1  | 20  | Tiga Team                               | Neil Crang Tim Lee-Davey                             | Tiga GC86       | 105 |
| 12              | C2  | 95  | Roland Bassaler                         | Dominique Lacaud Roland Bassaler                     | Sauber SHS C6   | 101 |
| 13              | C2  | 99  | Roy Baker Promotions                    | Thorkild Thyrring Duncan Bain                        | Tiga GC286      | 99  |
| 14              | C2  | 92  | Automobiles Louis Descartes             | Jacques Heuclin Louis Descartes Hubert Striebig      | ALD 02          | 98  |
| Ausgefallen     |     |     |                                         |                                                      |                 |     |
| 15              | C1  | 93  | Silk Cut Jaguar                         | Derek Warwick Jan Lammers Gianfranco Brancatelli     | Jaguar XJR-6    | 92  |
| 16              | B   | 151 | MK Motorsport                           | Helmut Gall Harald Becker Michael Krankenberg        | BMW M1          | 68  |
| 17              | C2  | 72  | John Bartlett Racing with Goodman Sound | Kenneth Leim David Mercer                            | Bardon DB1      | 60  |
| 18              | C2  | 105 | Kelmar Racing                           | Pasquale Barberio Maurizio Gellini                   | Tiga GC85       | 59  |
| 19              | C1  | 1   | Rothmans Porsche                        | Hans-Joachim Stuck Derek Bell                        | Porsche 962C    | 22  |
| 20              | C1  | 7   | Joest Racing                            | Piercarlo Ghinzani Kris Nissen Louis Krages          | Porsche 956     | 22  |
| 21              | C1  | 17  | Brun Motorsport                         | Thierry Boutsen Walter Brun                          | Porsche 962C    | 22  |
| 22              | C1  | 2   | Rothmans Porsche                        | Jochen Mass Bob Wollek                               | Porsche 962C    | 21  |
| 23              | C1  | 10  | Porsche Kremer Racing                   | James Weaver Alessandro Nannini                      | Porsche 962C    | 21  |
| 24              | C1  | 18  | Brun Motorsport                         | Oscar Larrauri Jesús Pareja                          | Porsche 962C    | 21  |
| 25              | C1  | 19  | Brun Motorsport                         | Frank Jelinski Stanley Dickens                       | Porsche 956     | 21  |
| 26              | C2  | 89  | Martin Schanche Racing                  | Fritz Glatz Martin Schanche Torgjer Kleppe           | Argo JM19       | 19  |
| 27              | C2  | 98  | Roy Baker Promotions                    | David Andrews Max Cohen-Olivar                       | Tiga GC286      | 16  |
| 28              | GTP | 21  | RC Racing                               | David Leslie Richard Cleare                          | March 85G       | 11  |
| 29              | C2  | 104 | Jean-Claude Ferrarin                    | Philippe Mazué Jean-Claude Ferrarin                  | Isolia 002      | 9   |
| 30              | C1  | 51  | Silk Cut Jaguar                         | Eddie Cheever Jean-Louis Schlesser Hans Heyer        | Jaguar XJR-6    | 6   |
| 31              | C1  | 63  | Ernst Schuster                          | Ernst Schuster Rudi Seher Siegfried Brunn            | Porsche 936C    | 4   |
| Nicht gestartet |     |     |                                         |                                                      |                 |     |
| 32              | C1  | 52  | Silk Cut Jaguar                         | Derek Warwick Jan Lammers                            | Jaguar XJR-6    | 1   |
| 33              | GTP | 172 | Erwin Derichs                           | Martin Wagenstetter Kurt Hild                        | Derichs TCS     | 2   |
| 34              | C1  | T   | Rothmans Porsche                        | Hans-Joachim Stuck Derek Bell Jochen Mass Bob Wollek | Porsche 962C    | 3   |

1 Unfall im Training
2 zurückgezogen
3 Trainingswagen

### Nur in der Meldeliste
Hier finden sich Teams, Fahrer und Fahrzeuge, die ursprünglich für das Rennen gemeldet waren, aber aus den unterschiedlichsten Gründen daran nicht teilnahmen.
| Pos. | Klasse | Nr. | Team                        | Fahrer                                     | Chassis       |
| ---- | ------ | --- | --------------------------- | ------------------------------------------ | ------------- |
| 35   | C1     | 6   | Sponsor Gest Team           | Bruno Giacomelli Andrea de Cesaris         | Lancia LC2-86 |
| 36   | C1     | 8   | Joest Racing                | Louis Krages                               | Porsche 956B  |
| 37   | C1     | 12  | Pametex Racing              | Jochen Dauer Walter Lechner                | Porsche 956   |
| 38   | C1     | 57  | Jan Thoelke                 | Jan Thoelke                                | Zakspeed C1/8 |
| 39   | C2     | 83  | Luigi Taverna Techno Racing | Luigi Taverna Daniele Gasparri Tony Palma  | Alba AR3      |
| 40   | C2     | 102 | Lucien Rossiaud             | Noël del Bello Lucien Rossiaud Bruno Sotty | Rondeau M379C |
| 41   | B      | 152 | Bauerle Farben              | Rolf Göring Claude Haldi                   | BMW M1        |

### Klassensieger
| Klasse | Fahrer                  | Fahrer          | Fahrzeug    | Platzierung im Gesamtklassement |
| ------ | ----------------------- | --------------- | ----------- | ------------------------------- |
| C1     | Mike Thackwell          | Henri Pescarolo | Sauber C8   | Gesamtsieg                      |
| C2     | Ray Mallock             | Marc Duez       | Ecosse C286 | Rang 5                          |
| B      | kein Teilnehmer im Ziel |                 |             |                                 |
| GTP    | kein Teilnehmer im Ziel |                 |             |                                 |

### Renndaten
- Gemeldet: 41
- Gestartet: 31
- Gewertet: 14
- Rennklassen: 4
- Zuschauer: 14.000
- Wetter am Renntag: Regen und Nebel
- Streckenlänge: 4,542 km
- Fahrzeit des Siegerteams: 3:42:30,020 Stunden
- Gesamtrunden des Siegerteams: 121
- Gesamtdistanz des Siegerteams: 598,582 km
- Siegerschnitt: 148,202 km/h
- Pole Position: Thierry Boutsen – Porsche 962C (#17) – 1:27,270 = 187,363 km/h
- Schnellste Rennrunde: Klaus Niedzwiedz – Porsche 956 GTi (#14) – 1:34,820 = 172,445 km/h
- Rennserie: 7. Lauf zur Sportwagen-Weltmeisterschaft 1986